# مدار أرضي مرتفع

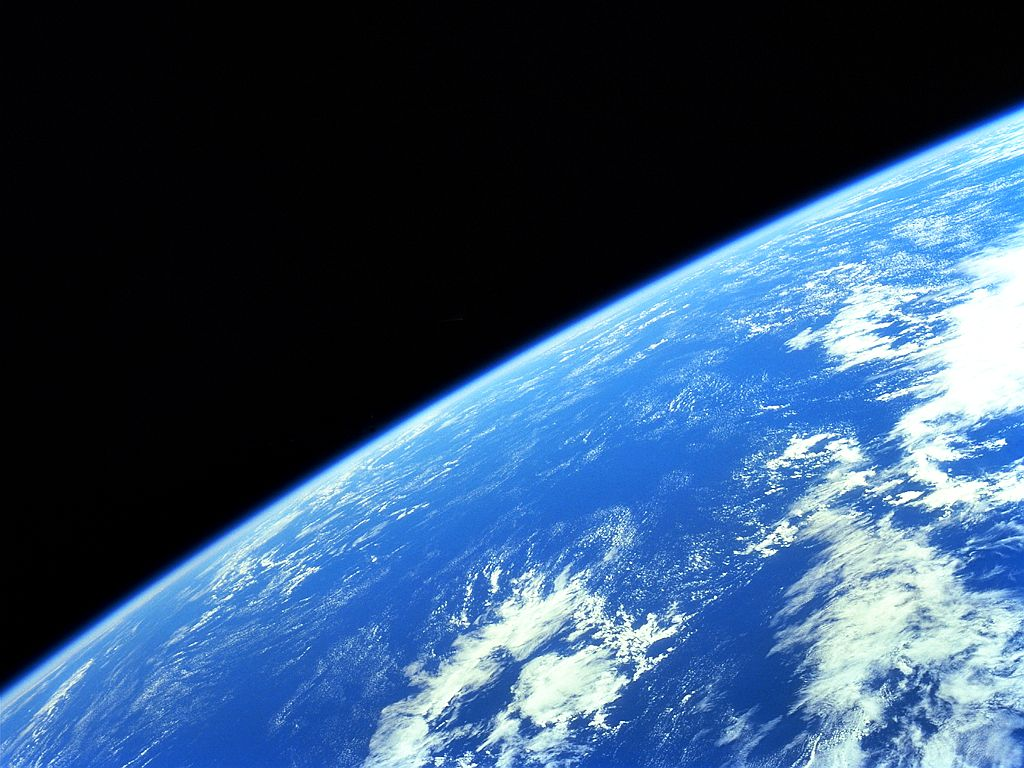
صورة للأرض من مدار أرضي مرتفع

المدار الأرضي المرتفع (بالإنجليزية: High Earth Orbit)‏ هو المدار الأرضي الذي أول نقطة تنتمي إليه تقع فوق المدار الأرضي الجغرافي المتزامن، أي عن بعد 35786 كلم.

## أمثلة من الأقمار الصناعية في المدار الأرضي المرتفع
| الاسم        | رقم التعريف العالمي للأجسام الفضائية | تاريخ الإطلاق | الحضيض      | الأوج       | الدور المداري | زاوية ميلان | الشذوذ المداري | مدار إهليليجي مرتفع |
| ------------ | ------------------------------------ | ------------- | ----------- | ----------- | ------------- | ----------- | -------------- | ------------------- |
| مولينيا 1-01 | 1965-030A                            | 1965-04-23    | 538 كلم     | 39000 كلم   | 708 دقيقة     | 65 درجة     | 0.736864       | نعم                 |
| فيلا 1A      | 1963-039A                            | 17-10-1963    | 101,925 كلم | 116,528 كلم | 6,519.6 كلم   | 37.8 درجة   | 0.063          | لا                  |